# سرگی کیردیاپکین
سرگی کیردیاپکین (روسی: Серге́й Александрович Кирдяпкин؛ زادهٔ ۱۶ ژانویهٔ ۱۹۸۰) دونده پیاده‌روی سرعت اهل روسیه است.
وی همچنین برندهٔ جوایزی همچون نشان دوستی شده‌است.
وی در مسابقات کشوری و بین‌المللی در مجموع برندهٔ ۱ مدال طلا شده‌است.